# 泉 (クールベ、1868年)
『泉』（いずみ、フランス語: La Source）、あるいは、『泉のかたわらの裸婦』（いずみのかたわらのらふ、Baigneuse à la source）は、フランスの画家ギュスターヴ・クールベが描いた19世紀半ばの絵画。キャンバスに油彩で描かれた本作は、岩に腰掛け、流れ落ちる水に手を伸ばすヌードの女性の姿を捉えている。本作は、オルセー美術館の所蔵となっている。

## 描写
いち早く1862年に描かれた同名、同主題の前作と同様に、『泉』はヌードの女性が水の流れに、愛しげに触れている様子を捉えている。クールベは、これも前作と同様に、ジャン＝オーギュスト＝ドミニク・アングルの1856年の作品『泉』とは対称的な観点から女性の姿を描いた。当時のアカデミック美術にありがちだったアレゴリー（寓意画）の要素は排除されており、女性の体型からは彼女が普段コルセットを付けていることが察せられる。
一部の文献は本作のモデルが、前作の『泉』と同一人物であったと考えている。

## 来歴
この中型で縦長の油彩画は、クールベにとって本格的なヌード作品を制作した最後の時期の作品のひとつであり、本作の頃まで十年以上にわたって取り組み続けたこのジャンルの締めくくりとなったが、クールベのヌード作品は1853年の『浴女たち (Les Baigneuses)』以来ずっとサロンでスキャンダルを呼び続けたのであった。ただし、その後も1870年に『ミュンヘンの淑女 (La Dame de Munich)』（所在不明）が制作されている。
もっともクールベは、1868年の時点では人々の目には既に古典的な画家と映っており、それを象徴するように、批評家のテオフィル・ゴーティエは、「写実主義の頭領、英雄は、今ではマネ氏である ( le chef, le héros du réalisme est maintenant M. Manet)」と述べた。この時点でマネとクールベは決裂し、マネは既にそれまで何年もクールベの女性像の丸みを帯びた形を批判していたが、それに応じてクールベはマネの『オランピア』の強ばった姿を批判したのであった。本作はパリのサロンには出品されず、クールベが1867年にアルマ広場に設けた私設の空間に展示された。背景には、彼の作品『夢 (Le Rêve)』に対する検閲との厄介な消耗戦の経験があった。『ヴィーナスとプシュケー (Vénus et Psyché)』（1867年、所在不明）は、当初は皇帝ナポレオン3世の関心を引いたが、カトリック的美徳との関係から圧力を受け、前言は撤回された。
1868年には、クールベは『波の中の女』も制作した。
本作は、クールベの娘ジュリエット・クールベ (Juliette Courbet) が、1882年6月28日より後に画家のアトリエが3回目の売り立てとなった際に買い戻し、その後は1915年に彼女が死去するまで、その手元にあった。
その後、1919年までは、メダム・タステ、メダム・ラピエール (mesdames de Tastes et Lapierre) の所有となった。1919年7月9日、ジョルジュ・ペティ (Georges Petit) のギャラリーで、番号19として売り出されて国立博物館の所有となりルーヴル美術館の所蔵となった。1986年、本作はオルセー美術館へ所蔵替えとなった（登録番号：RF 2240）。

## 分析

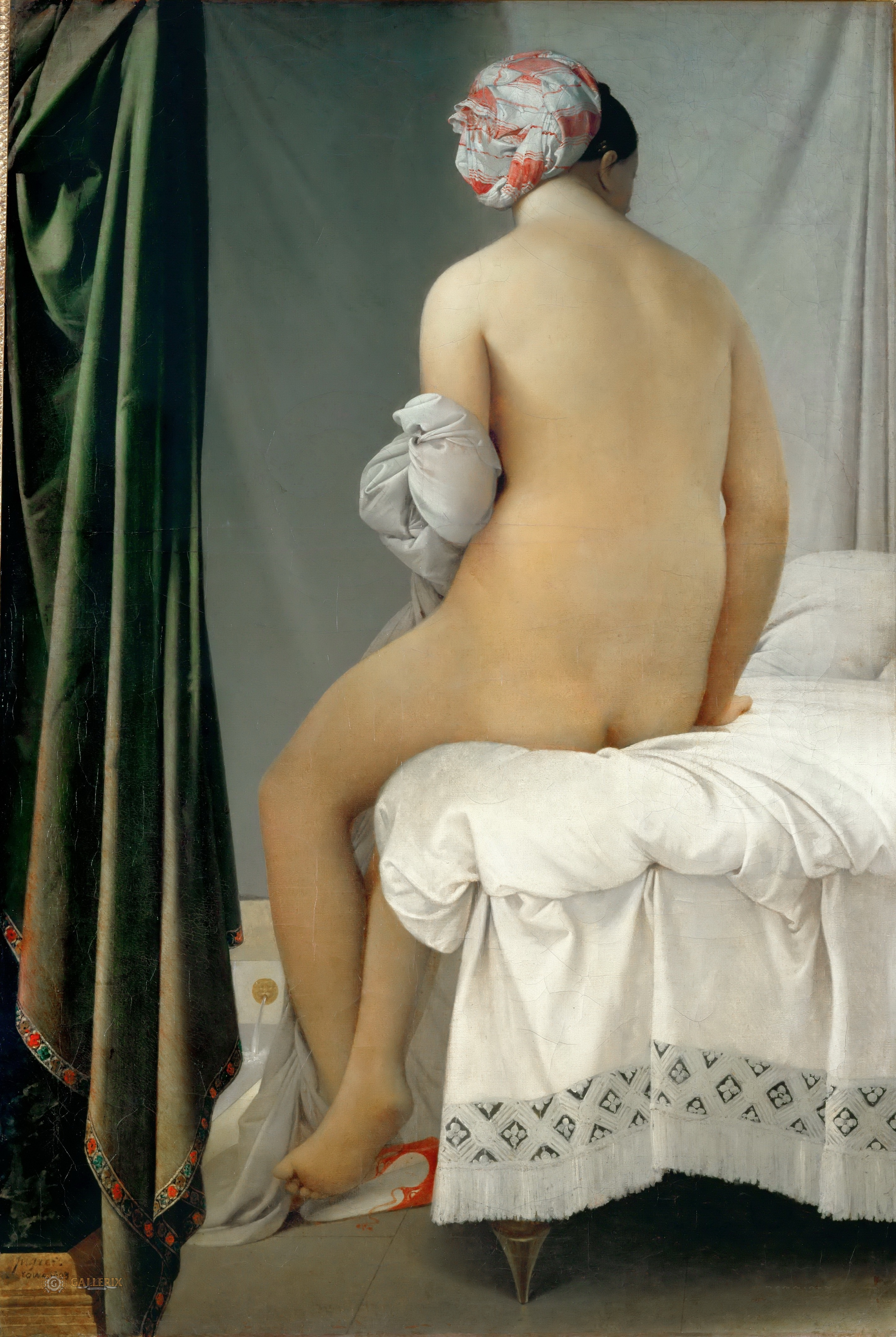
アングル『浴女』1808年。

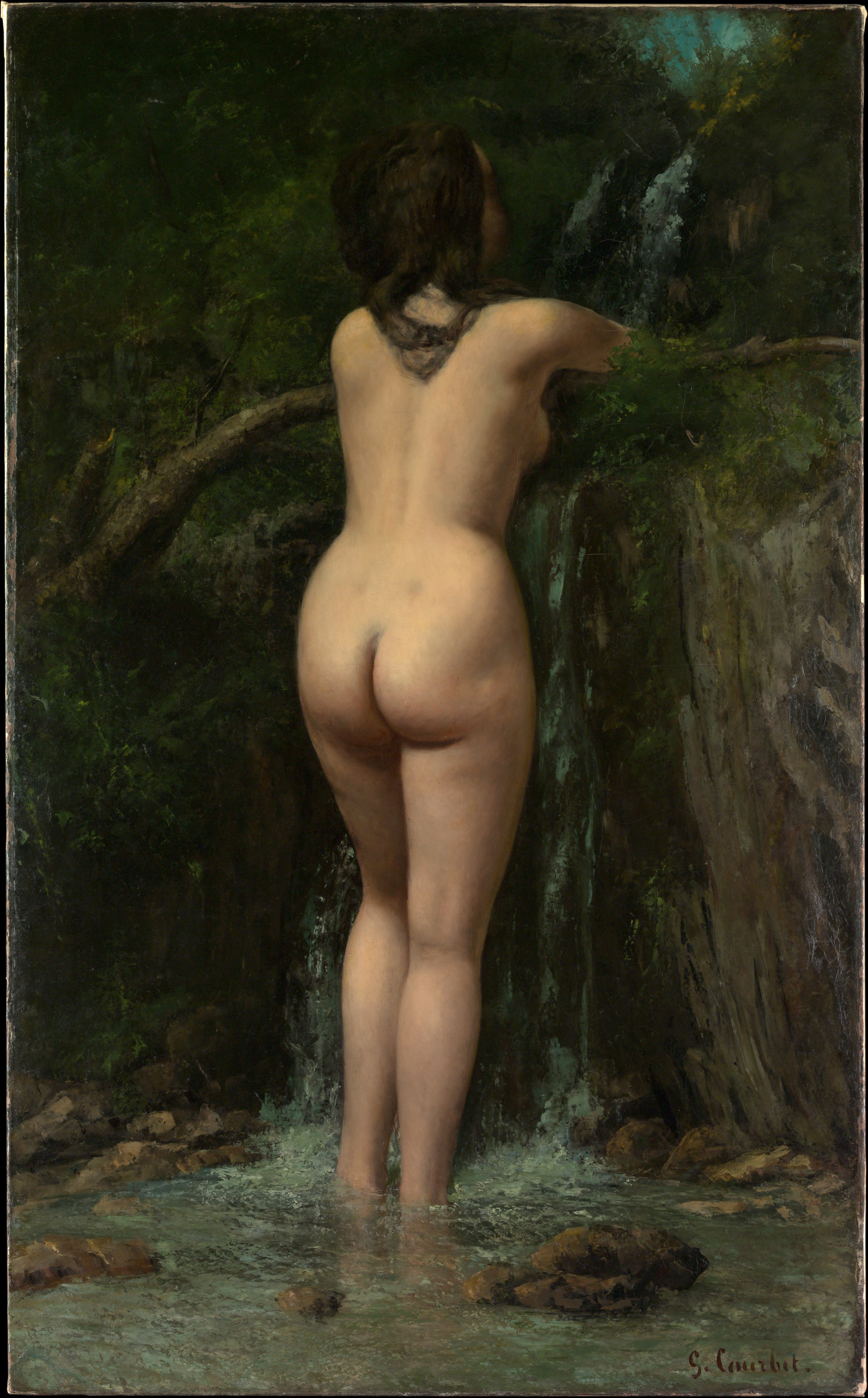
クールベ『泉』1862年。

本作が、もし不朽の、また疎外的な女性と泉の組み合わせの元型を表現しているのだとすれば、また古典的な元型を表現しているのだとすれば、1867年に死んだアングルの、特に1856年に描かれた『泉』に言及しないわけにはいかないが、より興味深いのは、1808年の『浴女』（ルーヴル美術館）で、こちらのモデルの姿はクールベ作品により似たものとなっている。クールベは、『浴女』の中心主題である女性のポーズを取り上げ、本作では、おそらく商業性も考慮して、より愛らしくヌードに関する当時の趣向も踏まえながら、彼自身にとって重要であった「写実的寓意画 (allégorie réelle)」を追求したのである。
クールベがこの古典的な主題で作品を制作したのはこれが初めてではない。『泉』（1862年、メトロポリタン美術館）では、後ろ姿を画面いっぱいに捉えた女性と、水のほとばしりが、はるかに顕著なアングル的な質感で描かれていた。